# Univerzálně unikátní identifikátor
Univerzálně unikátní identifikátor (anglicky Universally Unique Identifier, zkr. UUID, nebo také anglicky Globally Unique Identifier, zkr. GUID) je 128bitové číslo používané k identifikaci informací v počítačových systémech. Když jsou UUID generovány podle standardních metod, jsou pro praktické účely jedinečné. Jejich jedinečnost nezávisí na ústředním registračním orgánu, nebo koordinaci mezi stranami, které je vytvářejí. I když není nulová pravděpodobnost, že UUID může existovat duplicitně, je taková možnost dostatečně blízká nule, aby byla zanedbatelná. Kdokoli tedy může vygenerovat UUID pro svoji potřebu a použít jej k identifikaci něčeho s jistotou, že identifikátor se nebude shodovat s UUID pro identifikaci něčeho jiného. Informace označené UUID nezávislými stranami mohou být proto později sloučeny do společné databáze se zanedbatelnou pravděpodobností duplikátů.
Přijetí UUID je rozšířené a mnoho výpočetních platforem poskytuje podporu pro jejich generování a pro analýzu jejich textové reprezentace.

## Formát
Ve svém kanonickém tvaru je 16 bajtů UUID reprezentováno jako 32 šestnáctkových číslic (base-16), zobrazených v 5 skupinách oddělených spojovníky, o délkách 8-4-4-4-12, tj. pro celkem 36 znaků (32 alfanumerických znaků a 4 spojovníky). Například:
123e4567-e89b-12d3-a456-426655440000
xxxxxxxx-xxxx-Mxxx-Nxxx-xxxxxxxxxxxx
Pole M a N obsahují metadata o samotném UUID. 4bitové pole M obsahuje verzi UUID a nejvýznamnější bit v 1- až 3bitovém poli N obsahuje variantu UUID. V příkladu M je 1, a N je a (10xx2), což znamená, že se jedná o časově založený UUID DCE / RFC 4122 verze 1, varianta 1.
| Název                              | Délka (bajty) | Délka (16-kové číslo) | Obsahuje                                                                                |
| ---------------------------------- | ------------- | --------------------- | --------------------------------------------------------------------------------------- |
| time_low                           | 4             | 8                     | celé číslo dávající spodních 32 bitů času                                               |
| time_mid                           | 2             | 4                     | celé číslo dávající středních 16 bitů času                                              |
| time_hi_and_version                | 2             | 4                     | 4bit „verze“ v nejvýznamnějším bitu, následována horními 12 bity času                   |
| clock_seq_hi_and_res clock_seq_low | 2             | 4                     | 1- až 3bity „varianty“ v nejvýznamnějším bitu, následované 13- až 15bity časového úseku |
| node                               | 6             | 12                    | 48bitový uzel ID                                                                        |

Tyto názvy polí odpovídají časově založeným UUID ve verzi 1 a 2, ale samotný kanonický tvar 8-4-4-4-12 je stejný pro všechny UUID bez ohledu na to, že jsou tvořeny jinak.
RFC 4122 Section 3 vyžaduje písmena v minuskulách, přestože na vstupu nejsou rozlišované minuskule a majuskule (anglicky case-insensitive)
RFC 4122 také definuje jaký se používá formát Uniform Resource Name (URN) pro UUID. UUID reprezentované formou URN vypadá následovně:
urn:uuid:123e4567-e89b-12d3-a456-426655440000